# カイパー空中天文台

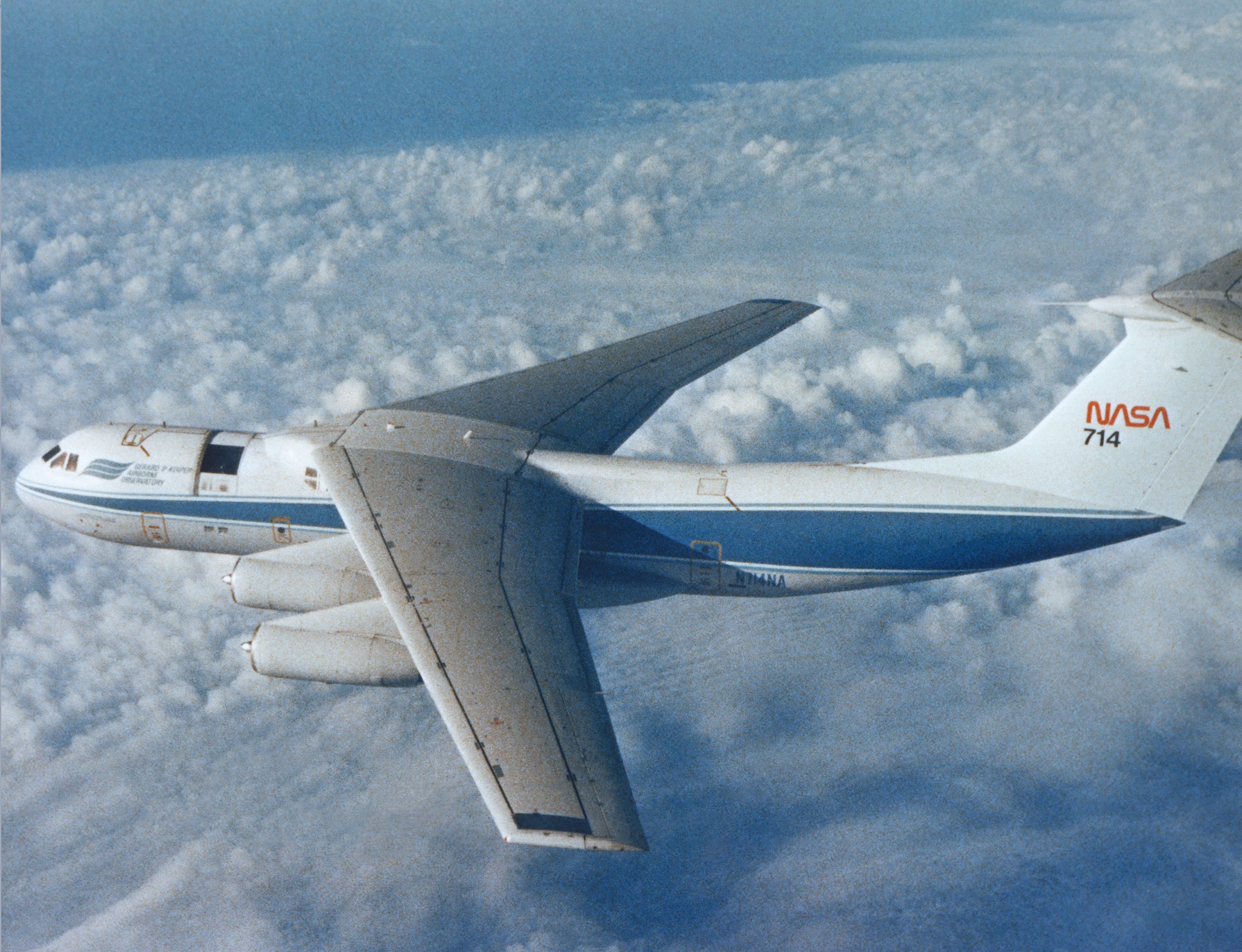
カイパー空中天文台

カイパー空中天文台（カイパーくうちゅうてんもんだい、Kuiper Airborne Observatory）はアメリカ航空宇宙局が1974年から1995年まで運用していた航空機搭載の天体望遠鏡システム・空中天文台。天文学者ジェラルド・カイパーにちなんで命名されている。
大気は光を散乱させるために、地上における観測は必ずしも適しているわけではない。望遠鏡を航空機に搭載し、高空より天体観測を行うことによって、大気の影響を大きく減少させることができる。
アメリカ空軍が採用していた輸送機C-141の民間向けデモ機L-300を改装してつくられた。1973年より改装が開始され、1974年2月より観測を開始している。機の前部に開口部が設けられ、機の内部に口径91.5cmの反射望遠鏡を搭載している。主に赤外線分光による観測を目的としていた。観測時は地上1万メートル以上の成層圏を飛行する。
カイパー空中天文台は1977年に天王星の環を発見したほか、1988年には冥王星大気の観測に成功。そのほか、エッジワース・カイパーベルト天体の観測で大きな成果をあげている。
2006年時点ではカリフォルニア州モフェットのエイムズ研究センターで保管状態にある。また、後継機としてボーイング747SPを改装した成層圏赤外線天文台(SOFIA。Stratospheric Observatory for Infrared Astronomy) の開発が行われ、2007年4月に初飛行している。